# Yucuñudahui
Yucuñudahui es una zona arqueológica de la cultura mixteca. Se localiza en el  Municipio de Santa María Chachoápam, en la Mixteca Alta (poniente de Oaxaca, México). Aunque tuvo su época de apogeo en el período clásico de Mesoamérica, sus inicios se remontan al preclásico tardío, cuando comenzaron a florecer pequeñas aldeas —como Yucuita— en la zona montañosa al poniente de Oaxaca. 

## Toponimia
Yucuñudahui es un topónimo de origen mixteco. Proviene de las palabras yúcu=cerro; ñuhu=ser divino; y dzahui=lluvia. Por lo tanto, puede traducirse como Cerro del Dios de la Lluvia.

## Hallazgos arqueológicos
Entre las referencias documentales al papel de Yucuñudahui en la historia y la mitología precolombina de los mixtecos se encuentran dos contenidas en el Códice Vindobonense, donde el Señor 9 Viento desciende del cielo para separar el cielo de la tierra y el agua en el sitio. Asimismo, se narra la manera en que se establecieron algunos reinos mixtecos en las inmediaciones del lugar. Las referencias proceden del período posclásico temprano, época de la expansión militar mixteca comandada por Ocho Venado.
Las primeras investigaciones en la zona arqueológica fueron realizadas por Alfonso Caso (1948-1949), a quien se deben también las primeras interpretaciones de los códices mixtecos precolombinos.
Durante los trabajos realizados en los años treinta se exploró la Tumba 1, cuya ofrenda resultó de interés porque tenía relación con las culturas zapoteca y teotihuacana. El sepulcro también destacaba porque en él se encontró un techo de morillos bien conservados y por las tres lápidas encontradas. De éstas, una estaba grabada (Lápida 1), y las otras dos, pintadas, (lápidas 2 y 3). Caso reporta, asimismo, que los muros de la tumba estuvieron cubiertos de estuco pintado de rojo, pero que prácticamente todo se encontró caído, observándose fragmentos de personajes y glifos imposibles de interpretar. Desde 1990 el proyecto La pintura mural prehispánica en México del Instituto de Investigaciones Estéticas de la Universidad Nacional Autónoma de México, se dedica al registro y estudio de los murales precolombinos, como los de Yucuñudahui.